# Rotenone
Il rotenone è un insetticida e acaricida naturale, a largo spettro d'azione, estratto dalle radici di piante tropicali della famiglia delle Leguminose (Derris elliptica, Derris involuta, Lonchocarpus utilis, Lonchocarpus urucu, ecc.).
Si presenta sotto forma di polvere cristallina o di cristalli; è inodore, di colore bianco, grigiastro o incolore.

## Proprietà fitosanitarie
Sugli insetti ha un'azione simile a quella del piretro, ma più energica: deprime la respirazione cellulare inibendo il trasferimento degli elettroni nella catena di trasporto degli elettroni (inibisce complesso I- NADH deidrogenasi). Agisce prevalentemente per contatto e secondariamente per ingestione e manifesta inoltre marcate proprietà insettifughe persistenti.

## Ambiti d'impiego
Il campo d'impiego è diventato piuttosto limitato. In Italia le autorizzazioni consentono l'impiego solo in agricoltura, su poche colture da frutto e sulla patata, e solo fino ad aprile 2011 (2012, considerando lo smaltimento delle giacenze).
Oltre ai fini agricoli si cita il possibile impiego in alcune regioni nel settore dell'acquacoltura e nella pesca, ma questi ambiti sono vietati dalla normativa italiana. In passato esistevano anche formulati a base di rotenone per uso domestico e civile, oggi non più ammessi.

## Impatto ambientale
Il rotenone ha un forte impatto ambientale. Il suo impiego è infatti subordinato ad un'autorizzazione rilasciata dagli osservatori fitosanitari dopo averne valutato la necessità dell'impiego.
Essendo privo di selettività è dannoso all'entomofauna utile ed è fortemente tossico per i pesci, mentre è moderatamente tossico per i mammiferi. Esposto ai raggi solari si degrada in circa due settimane, ma nell'acqua persiste fino a 6 mesi.

## Tossicità
La tossicità accertata del rotenone varia secondo i test, con una LD50 di 132–1500 mg/kg nel ratto. L'Organizzazione Mondiale per la Sanità lo classifica come moderatamente pericoloso e leggermente tossico per l'uomo e i mammiferi. Il rischio di morte da avvelenamento da rotenone è infatti basso perché l'assunzione delle dosi letali provoca in genere il vomito impedendone l'assorbimento.
Sull'uomo l'avvelenamento da rotenone provoca generalmente vomito, nausea, dolori addominali, tremori, convulsioni, irritazioni cutanee, alterazioni del ritmo respiratorio e del battito cardiaco. Sui ratti è stata accertata l'induzione della malattia di Parkinson.
I formulati commerciali autorizzati in Italia sono classificati come pericolosi per l'ambiente e, a seconda della concentrazione, come nocivi o irritanti.

## Rotenone in reazioni biochimiche
Il rotenone blocca il complesso I della catena respiratoria nei mitocondri. Lo fa inibendo l'ossidazione dell'NADH a NAD+ e in questo modo la respirazione da substrati ossidabili quali glutammato, piruvato e malato non può avvenire. L'inibizione della catena respiratoria può essere aggirata tramite l'aggiunta di succinato ai mitocondri, attivando la respirazione da succinato per la quale il rotenone ha un'azione favorevole. Infatti nel mitocondrio si crea un inibitore per la succinato deidrogenasi, l'ossalacetato, ma il rotenone inibendo la riossidazione dell'NADH sposta verso la produzione di malato la reazione catalizzata dalla malato deidrogenasi.
```
MALATO + NAD+-->OSSALACETATO + NADH + H+
```